# Death Day
Pour plus de détails, voir Fiche technique et Distribution.
Death Day est un court métrage américain en noir et blanc réalisé par le cinéaste soviétique Sergueï Eisenstein sorti en 1934. Le film est considéré comme perdu.

## Fiche technique
- Titre : Death Day
- Réalisateur : Sergueï Eisenstein
- Compagnie de production : The Mexican Film Trust
- Pays de production :  États-Unis
- Date de sortie : 27 juin 1934
- Langue : russe
- Durée : 17 minutes
- Son : Mono
- Couleurs : Noir et blanc